# Plaza de San Gil
La plaza de San Gil es un espacio público de la ciudad española de Sevilla.

## Descripción
La plaza tiene entradas por las calles Sagunto, Escoberos, San Luis y Contreras. Alberga la iglesia de San Gil, que le da nombre. Aparece descrita en la Noticia histórica del origen de los nombres de las calles de esta ciudad de Sevilla (1839) de Félix González de León con las siguientes palabras:

Plaza de S. Gil. Se llama así la plaza en que está situada la iglesia parroquial de san Gil, y pertenece al cuartel D. Esta parroquia fue instituida y fundada por san Fernando el mismo dia y con las mismas prerrogativas que todas las demas de la ciudad; y el arzobispo D. Remondo le dió la advocacion en memoria de haber sido bautizado este prelado en la parroquia de san Gil de Segovia. El templo está modernamente reedificado, y segun dice el abad Gordillo, el antigüo estaba consagrado segun las señales que él vió. Es pequeño para su gran collacion, y su esterior no tiene nada que observar. En él está establecida la cofradia de la sentencia de Cristo y María santisima de la Esperanza, que hace su estacion el viernes santo de madrugada. En medio de la plaza, delante de la iglesia hay una cruz de hierro sobre su peana de ladrillos, y segun la voz vulgar se colocó allí en memoria de que en aquel sitio mandó el rey D. Pedro enterrar vivo á un cura de esta parroquia porque no quiso dar sepultura de limosna al cadáver de un pobre. Pero estos son cuentos que no constan documentalmente por lo que los tengo por falsos; mas no he querido dejar de hacer memoria de este y otros, por lo comun que es entre la gente de esta ciudad su referencia. La plaza es pequeña y se halla, muy cerca de la puete de Macarena.
(González de León, 1839, p. 71)